# Ausonia (Argentina)
Ausonia és una localitat situada en el departament General San Martín, província de Córdoba, Argentina. Està situada sobre la Ruta Provincial 4, a 167 quilòmetres de la Ciutat de Còrdova. La seva població és de 743 habitants (INDEC, 2001).
La festa patronal se celebra el dia 30 d'agost, en honor de Santa Rosa de Lima.

La principal activitat econòmica és l'agricultura seguida per la ramaderia, sent els principals cultius la soia i el blat de moro. La producció làctica i el comerç també tenen rellevància en l'economia local.
A la localitat hi ha un dispensari, diverses escoles primàries, una escola secundària, un lloc policial, un centre de jubilats i un edifici municipal en el qual s'efectuen gran part de les funcions administratives.
Una cooperativa és l'encarregada d'oferir els serveis públics com l'aigua, l'electricitat, el gas, internet, etc. Recentment es va inaugurar un parc industrial on ja hi ha empreses instal·lades destinades a la producció d'aliments balancejats.